# King's Valley
King's Valley (王家の谷?, Ōke no Tani) è un videogioco sviluppato nel 1985 e pubblicato da Konami per MSX. Una conversione ufficiale per Tatung Einstein uscì solo nella raccolta 4 Game Disc Arcade. Inoltre esistono alcuni cloni e versioni non ufficiali. Più recentemente venne incluso nella raccolta Konami Antiques MSX Collection per PlayStation e Sega Saturn.

## Trama
Il protagonista è un archeologo che si trova all'interno di una piramide colpita da una maledizione.

## Modalità di gioco
King's Valley è composto da 15 livelli formati da piattaforme in muratura e scalinate. Alcuni livelli si estendono su due schermate, che scorrono quando si raggiunge il bordo. In ogni quadro il protagonista deve raccogliere tutte le gemme disseminate, in alcuni casi raggiungibili solamente scavando buchi nei pavimenti con l'ausilio dei picconi sparsi per la stanza, e infine recarsi presso l'uscita, evitando le mummie. Si possono anche raccogliere spade da usare come arma da lancio per eliminare temporaneamente le mummie, ma non è possibile saltare quando si porta una spada.